# Dutch Open 1989
Die Dutch Open 1989 im Badminton fanden vom Anfang Oktober 1989 im Nationaal Badminton Centrum in Nieuwegein statt. Das Preisgeld betrug 35.000 US-Dollar.

## Sieger und Platzierte
| Disziplin    | Gold                           | Silber                       | Bronze                                    |
| ------------ | ------------------------------ | ---------------------------- | ----------------------------------------- |
| Herreneinzel | Alan Budikusuma                | Eddy Kurniawan               | Morten Frost                              |
| Herreneinzel | Alan Budikusuma                | Eddy Kurniawan               | Poul-Erik Høyer Larsen                    |
| Dameneinzel  | Eline Coene                    | Christine Gandrup            | Fiona Smith                               |
| Dameneinzel  | Eline Coene                    | Christine Gandrup            | Astrid van der Knaap                      |
| Herrendoppel | Rudy Gunawan Eddy Hartono      | Jan Paulsen Henrik Svarrer   | Rahman Sidek Soo Beng Kiang               |
| Herrendoppel | Rudy Gunawan Eddy Hartono      | Jan Paulsen Henrik Svarrer   | Jon Holst-Christensen Jens Peter Nierhoff |
| Damendoppel  | Pernille Dupont Grete Mogensen | Gillian Clark Gillian Gowers | Katrin Schmidt Kirsten Schmieder          |
| Damendoppel  | Pernille Dupont Grete Mogensen | Gillian Clark Gillian Gowers | Erma Sulistianingsih Rosiana Tendean      |
| Mixed        | Eddy Hartono Verawaty Fajrin   | Rudy Gunawan Rosiana Tendean | Jens Olsson Catrine Bengtsson             |
| Mixed        | Eddy Hartono Verawaty Fajrin   | Rudy Gunawan Rosiana Tendean | Jesper Knudsen Nettie Nielsen             |

## Finalresultate
| Disziplin    | Sieger                         | Finalist                     | Ergebnis   |
| ------------ | ------------------------------ | ---------------------------- | ---------- |
| Herreneinzel | Alan Budikusuma                | Eddy Kurniawan               | 15-7 15-12 |
| Dameneinzel  | Eline Coene                    | Christine Magnusson          | 12-11 11-4 |
| Herrendoppel | Eddy Hartono Rudy Gunawan      | Jan Paulsen Henrik Svarrer   | 15-11 15-2 |
| Damendoppel  | Grete Mogensen Pernille Dupont | Gillian Clark Gillian Gowers | 15-11 15-9 |
| Mixed        | Eddy Hartono Verawaty Fajrin   | Rudy Gunawan Rosiana Tendean | 15-5 15-5  |